# Эскадренные миноносцы типа «Лейтенант Бураков»
Эскадренные миноносцы типа «Лейтенант Бураков» — тип эскадренных миноносцев (контрминоносцев), корабли которого строились для Российского флота с 1904 по 1906 гг. Всего было построено 11 эскадренных миноносцев этого типа, в том числе 3 на заводе Нормана и 8 на верфи «Форже э Шантье Медитеране».

## Конструкция
Корпус корабля делился на 10 отсеков. Форштевень изготовлялся из кованой стали и имел форму шпирона, ахтерштевень был выполнен из литой стали. Киль, длиной около 32 метров, был сформирован из стальных листов толщиной 4,8 миллиметра. Длина шпации (за исключением шпаций машинного отделения) составляла 600 мм. Водонепроницаемые переборки на кораблях типа были доведены до уровня верхней палубы. Глубина трюма составляла 4,1 метра (от киля до верхней палубы).

## Распределение весовых нагрузок (в тоннах)
- Корпус — 119,0;
- Минные аппараты, оборудование, мины — 5,84;
- Артиллерия и снаряды — 14,5;
- Экипажные припасы — 8,0;
- Команда и вещи — 7,0;
- Питьевая вода — 2,0;
- Силовая установка — 117,0;
- Вода — 3,0;
- Динамо-машины, прожектора, принадлежности электроосвещения — 1,55;
- Навигационные принадлежности и прочее — 3,5;
- Уголь — 30,45;
- Всего: 237,55 (по проекту), 312,0 (фактически).

## Якорные приспособления
Якорные приспособления состояли из парового брашпиля для цепного каната и кран-балки для перекладывания якоря, 2 стопоров (по одному с каждого борта), двух цепных канатов по 150 метров длиной и 2 якорей весом 380 килограмм (со штоком), два швартовых канатов длиной по 50 м и одного металлического буксирного троса длиной 100 м.
На эсминцах имелись: один 7-метровый вельбот, лёгкая деревянная гичка (3,5 метра длиной), 3,6-метровые парусные шлюпки. Вельбот и гичка размещались с помощью подвешивания на стальных шлюп-балках.

## Энергетическая установка
ГЭУ состояла из 2 паровых машин (мощностью не менее 3000 индикаторных сил каждая), 2 котельных отделений, 4 котлов системы Нормана (с рабочим давлением в 17 атмосфер и числом оборотов 310 об/мин.). Электрическое освещение эсминцев типа обеспечивалось 59 16-свечевыми лампами. Диаметр боевого прожектора был увеличен с 40 до 60 см. На кораблях (впервые на русских миноносцах) было применено паровое отопление.

## Вооружение
Минное вооружение состояло из 450-мм торпедных аппаратов образца 1904 года с сектором обстрела 26° от траверза в нос и корму. Первоначальное артиллерийское вооружение миноносцев состояло из 1х75-мм и 5 47-мм орудий. Позднее вместо 5 47-мм пушек было установлено 2-е 75-мм артиллерийское орудие с боекомплектом 160 снарядов на ствол. Вспомогательным вооружением миноносцев являлись 6 7,62-мм пулемётов.